# Дженифър Карпентър
Дженифър Лийн Карпентър (на английски: Jennifer Leann Carpenter) (родена на 7 декември 1979 г.) е американска актриса. Известна е с ролята си на Дебра Морган в „Декстър“, за която през 2009 г. получава наградата Сатурн за Най-добра поддържаща актриса.

## Личен живот
На 10 февруари 2015 е обявено, че Карпентър и музикантът Сет Ейвит са се сгодили и очакват първото си дете. През август 2015 г. става ясно, че тя е родила сина си на име Айзък през май и признава, че е била бременна в края на осмия месец, докато се е снимала в пилотния епизод на „Високо напрежение“.